# Omar Mascarell
Omar Mascarell González (Tegueste, 2 de febrero de 1993) es un futbolista profesional hispano-ecuatoguineano que juega como centrocampista en el R. C. D. Mallorca de la Primera División de España y en la selección de Guinea Ecuatorial.

## Trayectoria

### Categorías inferiores
Comenzó jugando en las categorías inferiores de la Unión Deportiva Tegueste, en su isla natal de Tenerife (Canarias), donde permaneció siete años, hasta que a los 14 años fichó por el Club Deportivo Laguna. Con 16 años, sería nombrado mejor jugador del torneo de la Copa del Atlántico jugando con la selección de Canarias. Ese mismo año, recala en las categorías inferiores del Real Madrid Club de Fútbol en 2010 para jugar en el Juvenil "A",.
Muy pronto se convirtió en el cerebro del equipo y en el creador del juego ofensivo. Tras destacar en su primer año con el equipo juvenil junto a Jesé Rodríguez, ambos son ascendidos al primer filial del equipo, el Real Madrid Castilla C. F.

### Real Madrid Castilla C. F.
La temporada siguiente, con el dorsal 19, consigue el campeonato del Grupo I de la Segunda División "B" de 2012 lo que les otorgó el derecho a jugar la fase de ascenso de campeones. En ella el filial conseguiría regresar a la Segunda División después de 5 años tras derrotar al Cádiz C. F. por un resultado global de 8-1. En la ida el equipo blanco logró una victoria de 0-3, que se completó en el partido de vuelta en el Estadio Alfredo Di Stéfano con otra victoria por 5-1.
Días más tarde se proclamaría junto a sus compañeros campeón de la 2.ª División "B" tras derrotar en la final a doble partido por 6-0, también en el global, al C. D. Mirandés y logrando el ascenso a la 2.ª División.
En su segunda temporada con el primer filial, en la 2012-13, lleva el dorsal 33, y alterna partidos con el Real Madrid C. F. "C" en la Segunda División "B" debido a la alta competencia en el primer filial donde compite por un puesto con Pedro Mosquera y Álex Fernández.
Debutó en Primera División el 1 de junio de 2013, en la 38.ª jornada de liga, ante el Club Atlético Osasuna, mientras militaba en el Real Madrid Castilla.

#### Cesiones
El jugador fue cedido para la temporada 2014-15 al Derby County Football Club disputando 30 partidos, mientras que a la siguiente fue cedido al Real Sporting de Gijón.

### Alemania
El 6 de julio de 2016 fichó por el Eintracht Fráncfort por tres años. Después de cumplir dos de ellos, el 28 de junio de 2018 fichó por el F. C. Schalke 04 hasta 2022.

### Regreso a España
El 23 de agosto de 2021 se hizo oficial su vuelta al fútbol español tras firmar por una temporada con el Elche C. F. Siguió una segunda campaña, en la que descendieron a Segunda División, y en junio de 2023 fue traspasado al R. C. D. Mallorca.

## Selección nacional

### Categorías inferiores
Ha participado en la selección sub-18 y en la selección sub-19 de España, habiendo llegado a ser convocado por la selección sub-20 para el torneo de la Alcudia (COTIF).

### Selección absoluta
Mascarell fue convocado a mediados de 2012 por la selección de Guinea Ecuatorial, ya que su abuelo paterno nació ahí. El jugador aceptó la invitación para incorporarse a la convocatoria, que comprendía dos partidos de la eliminatoria africana para la Copa Mundial de Fútbol de 2014 pero decidió no participar ya que su prioridad seguía siendo la selección española, desde la Oficina de Información y Prensa de Guinea Ecuatorial sostuvieron que Mascarell estaría dispuesto a representar a su país y por eso la federación local ya le estaba tramitando su elegibilidad. Finalmente debutó el 5 de junio de 2024 en un encuentro de clasificación para la Copa Mundial de 2026 ante Túnez que perdieron por uno a cero.

## Estadísticas

### Clubes
Actualizado al último partido jugado el 20 de abril de 2021.
| Club | Div.          | Temporada     | Liga  | Liga  | Liga   | Copas nacionales(1) | Copas nacionales(1) | Copas nacionales(1) | Torneos internacionales(2) | Torneos internacionales(2) | Torneos internacionales(2) | Total | Total | Total  | Media goleadora(3) |
| Club | Div.          | Temporada     | Part. | Goles | Asist. | Part.               | Goles               | Asist.              | Part.                      | Goles                      | Asist.                     | Part. | Goles | Asist. | Media goleadora(3) |
| --- | ------------- | ------------- | ----- | ----- | ------ | ------------------- | ------------------- | ------------------- | -------------------------- | -------------------------- | -------------------------- | ----- | ----- | ------ | ------------------ |
| Castilla C. F. · España | 2.ª B         | 2011-12       | 24    | 2     | 4      | 0                   | 0                   | 0                   | -                          | -                          | -                          | 24    | 2     | 4      | 0,08               |
| Castilla C. F. · España | Total club    | Total club    | 24    | 2     | 4      | 0                   | 0                   | 0                   | -                          | -                          | -                          | 24    | 2     | 4      | 0,08               |
| Real Madrid C. F. "C" · España | 2.ª B         | 2012-13       | 21    | 2     | 5      | -                   | -                   | -                   | -                          | -                          | -                          | 21    | 2     | 5      | 0,10               |
| Real Madrid C. F. "C" · España | Total club    | Total club    | 21    | 2     | 5      | -                   | -                   | -                   | -                          | -                          | -                          | 21    | 2     | 5      | 0,10               |
| Castilla C. F. · España | 2.ª           | 2012-13       | 14    | 0     | 1      | -                   | -                   | -                   | -                          | -                          | -                          | 14    | 0     | 1      | 0                  |
| Castilla C. F. · España | Total club    | Total club    | 14    | 0     | 1      | -                   | -                   | -                   | -                          | -                          | -                          | 14    | 0     | 1      | 0                  |
| Real Madrid C. F. · España | 1.ª           | 2012-13       | 1     | 0     | 0      | 0                   | 0                   | 0                   | 0                          | 0                          | 0                          | 1     | 0     | 0      | 0                  |
| Real Madrid C. F. · España | Total club    | Total club    | 1     | 0     | 0      | 0                   | 0                   | 0                   | 0                          | 0                          | 0                          | 1     | 0     | 0      | 0                  |
| Castilla C. F. · España | 2.ª           | 2013-14       | 38    | 6     | 3      | -                   | -                   | -                   | -                          | -                          | -                          | 38    | 6     | 3      | 0,16               |
| Castilla C. F. · España | Total club    | Total club    | 38    | 6     | 3      | -                   | -                   | -                   | -                          | -                          | -                          | 38    | 6     | 3      | 0,16               |
| Derby County F. C. Inglaterra | 2.ª           | 2014-15       | 23    | 0     | 1      | 7                   | 0                   | 0                   | -                          | -                          | -                          | 30    | 0     | 1      | 0                  |
| Derby County F. C. Inglaterra | Total club    | Total club    | 23    | 0     | 1      | 7                   | 0                   | 0                   | 0                          | 0                          | 0                          | 30    | 0     | 1      | 0                  |
| Real Sporting de Gijón · España | 1.ª           | 2015-16       | 16    | 0     | 1      | 2                   | 0                   | 0                   | -                          | -                          | -                          | 18    | 0     | 1      | 0                  |
| Real Sporting de Gijón · España | Total club    | Total club    | 16    | 0     | 1      | 2                   | 0                   | 0                   | -                          | -                          | -                          | 18    | 0     | 1      | 0                  |
| Eintracht Fráncfort · Alemania | 1.ª           | 2016-17       | 28    | 0     | 0      | 5                   | 0                   | 0                   | -                          | -                          | -                          | 33    | 0     | 0      | 0                  |
| Eintracht Fráncfort · Alemania | 1.ª           | 2017-18       | 6     | 0     | 0      | 2                   | 1                   | 1                   | -                          | -                          | -                          | 8     | 1     | 1      | 0.13               |
| Eintracht Fráncfort · Alemania | Total club    | Total club    | 34    | 0     | 0      | 7                   | 0                   | 1                   | -                          | -                          | -                          | 41    | 1     | 1      | 0.02               |
| F. C. Schalke 04 · Alemania | 1.ª           | 2018-19       | 14    | 0     | 2      | 2                   | 0                   | 0                   | 3                          | 0                          | 0                          | 19    | 0     | 2      | 0                  |
| F. C. Schalke 04 · Alemania | 1.ª           | 2019-20       | 23    | 0     | 1      | 3                   | 0                   | 0                   | -                          | -                          | -                          | 26    | 0     | 1      | 0                  |
| F. C. Schalke 04 · Alemania | 1.ª           | 2020-21       | 24    | 1     | 1      | 2                   | 0                   | 0                   | -                          | -                          | -                          | 26    | 1     | 1      | 0.04               |
| F. C. Schalke 04 · Alemania | Total club    | Total club    | 61    | 1     | 4      | 7                   | 0                   | 0                   | 3                          | 0                          | 0                          | 71    | 1     | 4      | 0.01               |
| Elche C. F. · España | 1.ª           | 2021-22       |       |       |        |                     |                     |                     |                            |                            |                            |       |       |        |                    |
| Elche C. F. · España | Total club    |               |       |       |        |                     |                     |                     |                            |                            |                            |       |       |        |                    |
| Total carrera | Total carrera | Total carrera | 144   | 10    | 15     | 9                   | 0                   | 0                   | 0                          | 0                          | 0                          | 153   | 10    | 15     | 0,9                |
| (1) Incluye datos de la Copa del Rey, Supercopa de España y DFB-Pokal. En caso de equipo filial se refiere a los partidos de play-off (2011-2013). (2) Incluye datos de la UEFA Champions League (3) No incluye goles en partidos amistosos. (Datos de asistencias incompletos). |               |               |       |       |        |                     |                     |                     |                            |                            |                            |       |       |        |                    |

## Palmarés

### Campeonatos nacionales
| Título             | Club                       | País     | Año  |
| ------------------ | -------------------------- | -------- | ---- |
| Segunda División B | Real Madrid Castilla C. F. | España   | 2012 |
| Copa de Alemania   | Eintracht Fráncfort        | Alemania | 2018 |